# Orechová
Orechová (Hongaars: Dióska) is een Slowaakse gemeente in de regio Košice, en maakt deel uit van het district Sobrance.
Orechová telt 261 inwoners.